# Bertsolari txapelketa nagusia
El Bertsolari Txapelketa Nagusia, traducido al castellano como «Campeonato Nacional de Versolaris» (literalmente «Campeonato Mayor de Versolaris»), es un certamen cultural que tiene forma de concurso en el que compiten diferentes versolaris del Euskal Herria. Actualmente lo organiza la Euskal Herriko Bertsozale Elkartea (Asociación de amigos del Versolarismo de Euskal Herria).
La expresión cultural del versolarismo tiene una importante componente competitiva. Los versolaris se enfrentan entre ellos en duelos que son valorados por los jueces o público. Esta expresión se denomina «juego de versos» y tiene una muy antigua tradición dentro de la cultura oral vasca.

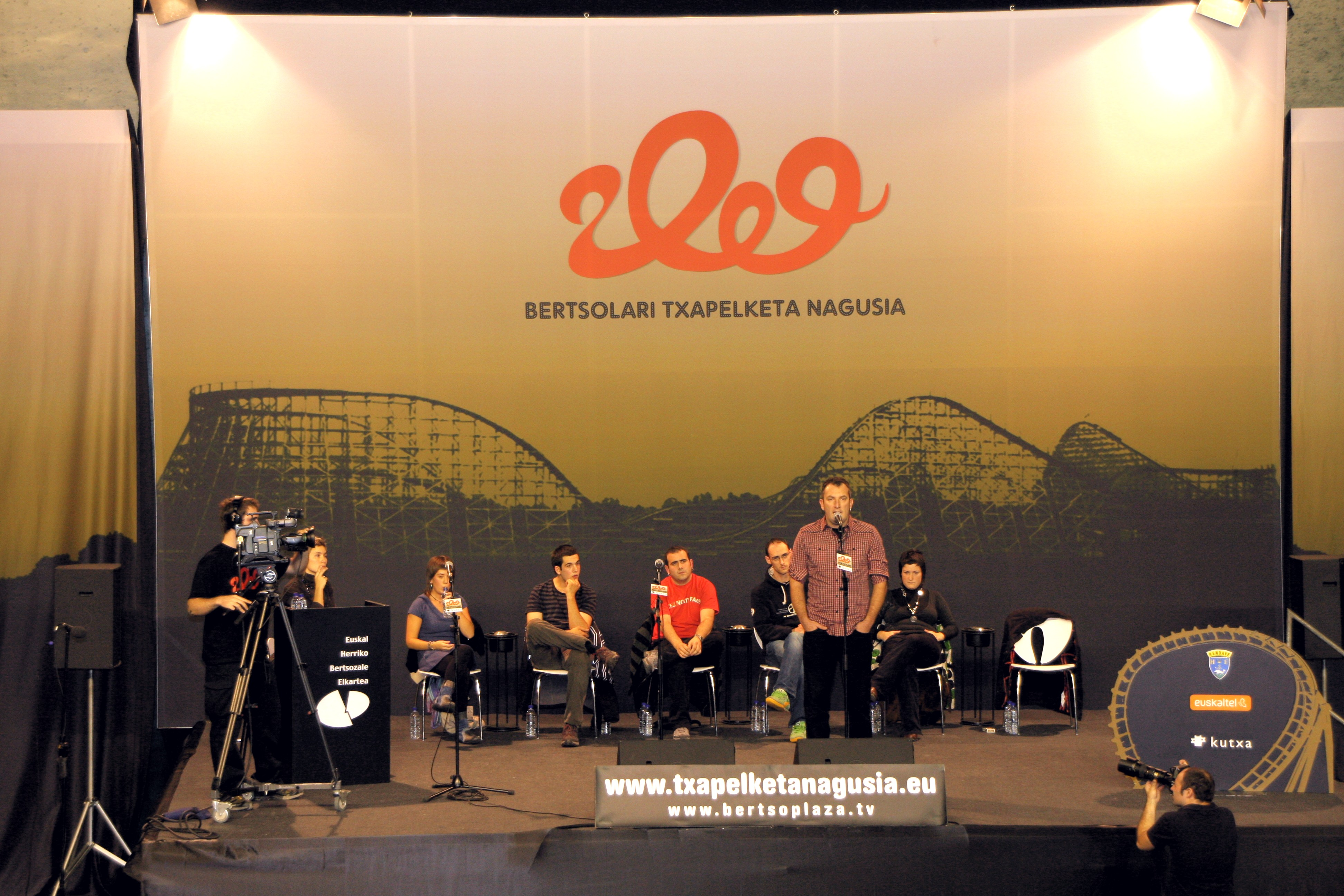
Campeonato de versolaris 2009 organizado por la Euskal Herriko Bertsozale Elkartea.

## Historia
El Bertsolari Eguna del año 1935 fue la primera competición oficial entre versolaris que tuvo su continuación el año siguiente. Aquellos eventos fueron organizados por Euskaltzaleak y Eusko Gaztedi Elkartea. Después de la guerra civil española se suspendieron hasta que en 1960 la Real Academia de la Lengua Vasca volvió a realizar la organización. De manos de la Real Academia de la Lengua Vasca se realizaron 6 ediciones.
En 1982  organiza el campeonato la Asociación de Amigos del Bertsolarismo y se realizaron 14 ediciones.

## Criterios para valoración de los versos
En los campeonatos de versolaris se siguen diferentes criterios para valorar y puntuar los versos y así determinar la puntuación que obtiene el participante. En el Bertsolari Txapelketa Nagusia los criterios son:
- El lenguaje
- La medida
- La rima y los pies
- La melodía
- El texto
- Los recursos paratextuales
- El tiempo

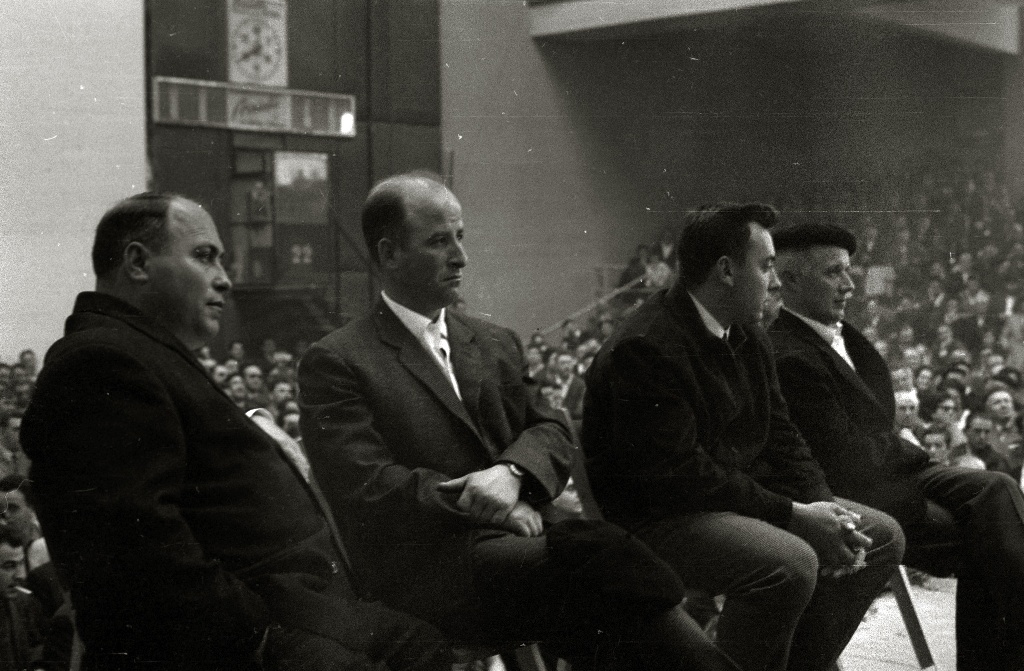
Mikel Arozamena y Txomin Garmendia.
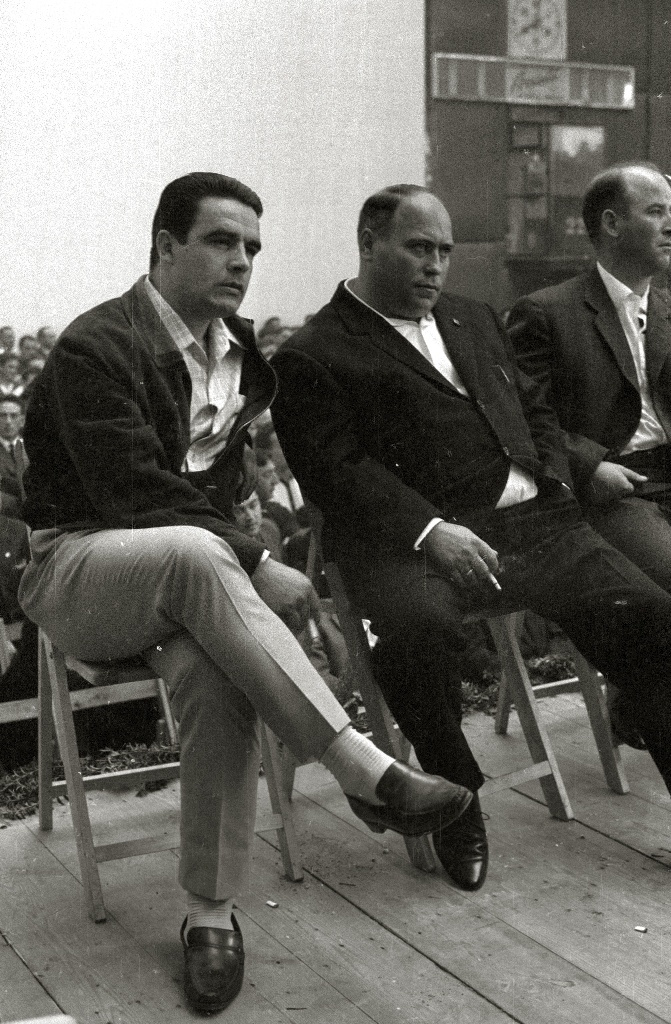
Jon Lopategi, Mikel Arozamena y Txomin Garmendia.
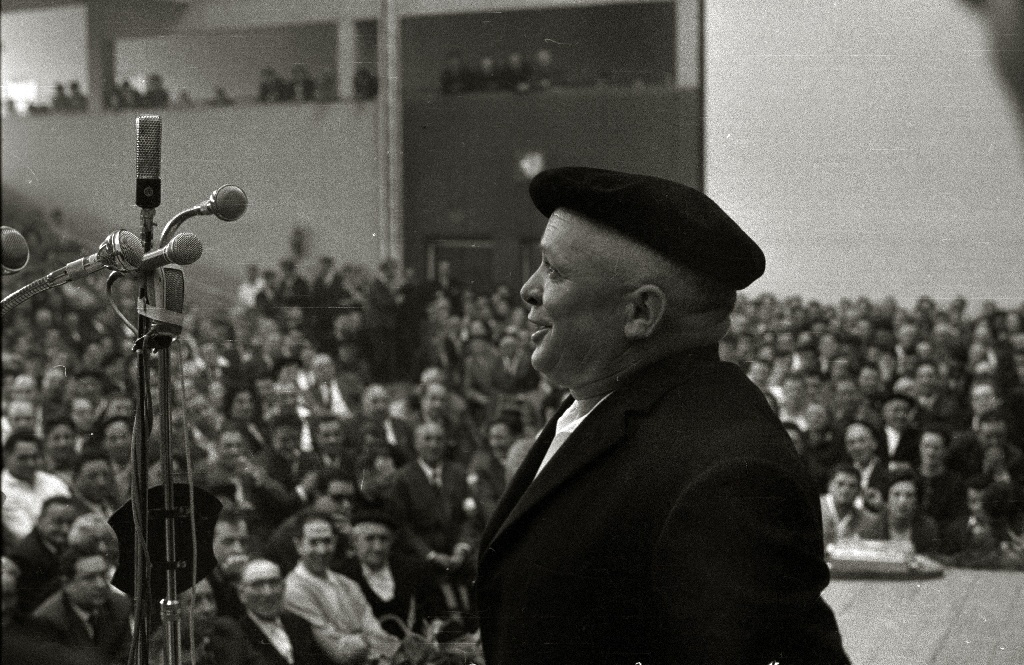
Mattin Treku.
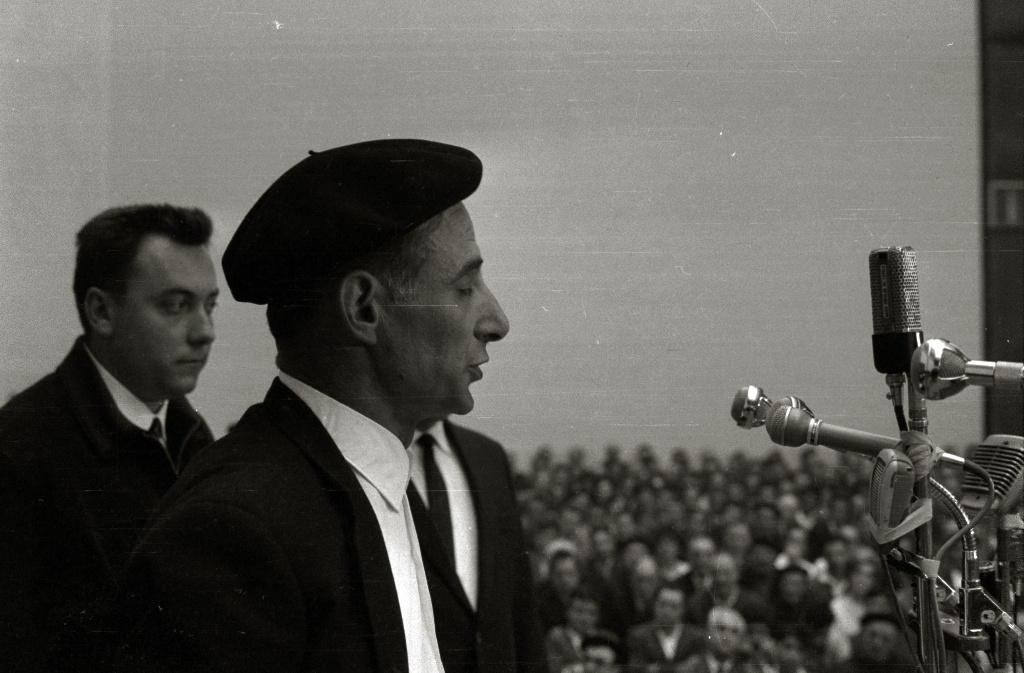
Xalbador.
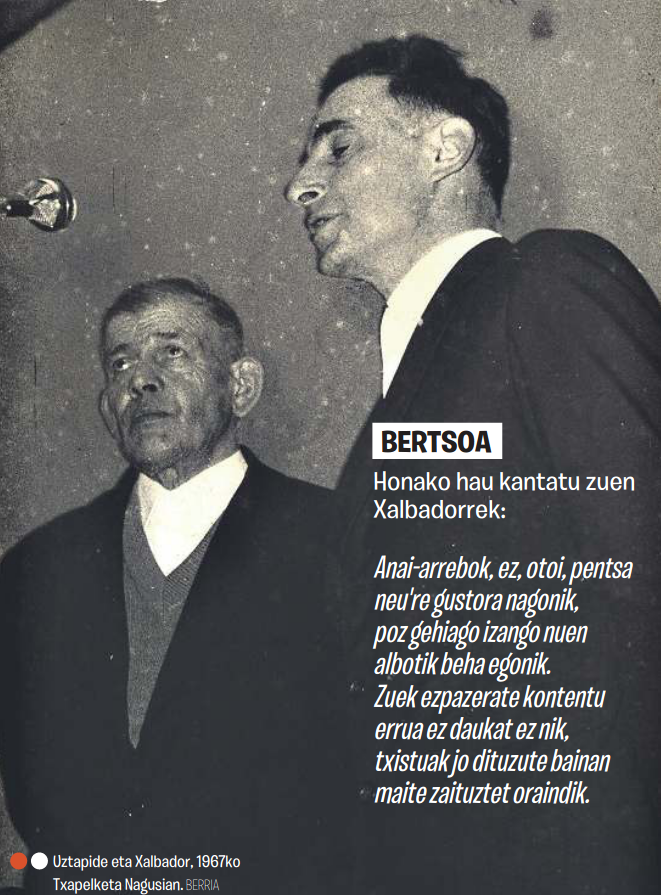
Uztapide yXalbador en el campeonato de 1967.

## Campeones de las ediciones del Txapelketa Nagusia
| Año  | Campeón                                |
| ---- | -------------------------------------- |
| 1935 | Inazio Eizmendi Manterola "Basarri"    |
| 1936 | José Manuel Lujanbio Retegi "Txirrita" |
| 1960 | Inazio Eizmendi Manterola "Basarri"    |
| 1962 | Manuel Olaizola Urbieta "Uztapide"     |
| 1965 | Manuel Olaizola Urbieta "Uztapide"     |
| 1967 | Manuel Olaizola Urbieta "Uztapide"     |
| 1980 | Xabier Amuriza Sarrionandia            |
| 1982 | Xabier Amuriza Sarrionandia            |
| 1986 | Sebastian Lizaso Iraola                |
| 1989 | Jon Lopategi Lauzirika                 |
| 1993 | Andoni Egaña Makazaga                  |
| 1997 | Andoni Egaña Makazaga                  |
| 2001 | Andoni Egaña Makazaga                  |
| 2005 | Andoni Egaña Makazaga                  |
| 2009 | Maialen Lujanbio Zugasti               |
| 2013 | Amets Arzallus Antia                   |
| 2017 | Maialen Lujanbio Zugasti               |
| 2022 | Maialen Lujanbio Zugasti               |

## Detalles de las ediciones realizadas

### Más participaciones en finales
| Versolari                       | Txapelas | Años                   |
| Andoni Egaña                    | 4        | 1993, 1997, 2001, 2005 |
| Manuel Olaizola "Uztapide"      | 3        | 1962, 1965, 1967       |
| Maialen Lujanbio                | 3        | 2009, 2017, 2022       |
| Inazio Eizmendi "Basarri"       | 2        | 1935, 1960             |
| Xabier Amuriza                  | 2        | 1980, 1982             |
| José Manuel Lujanbio "Txirrita" | 1        | 1936                   |
| Sebastián Lizaso                | 1        | 1986                   |
| Jon Lopategi                    | 1        | 1989                   |
| Amets Arzallus                  | 1        | 2013                   |

| Versolari                  | Participaciones | Años                                     |
| Andoni Egaña               | 7               | 1986, 1989, 1993, 1997, 2001, 2005, 2009 |
| Maialen Lujanbio           | 7               | 1997, 2001, 2005, 2009, 2013, 2017, 2022 |
| Jon Lopategi               | 6               | 1962, 1965, 1967, 1982, 1986, 1989       |
| Unai Iturriaga             | 6               | 1993, 1997, 2001, 2005, 2009, 2013       |
| Manuel Olaizola "Uztapide" | 5               | 1936, 1960, 1962, 1965, 1967             |
| Jon Enbeita                | 5               | 1980, 1982, 1986, 1989, 1993             |
| Sebastián Lizaso           | 5               | 1982, 1986, 1989, 1993, 1997             |
| Aitor Mendiluze            | 5               | 2001, 2005, 2009, 2013, 2017             |
| Sustrai Colina             | 5               | 2001, 2005, 2009, 2013, 2017             |
| Fernando Aire "Xalbador"   | 4               | 1960, 1962, 1965, 1967                   |
| Mattin Treku "Mattin"      | 4               | 1960, 1962, 1965, 1967                   |
| Jon Azpillaga              | 4               | 1960, 1962, 1980, 1982                   |
| Jon Maia                   | 4               | 1997, 2001, 2005, 2009                   |
| Igor Elortza               | 4               | 2001, 2005, 2013, 2017                   |
| Amets Arzallus             | 4               | 2005, 2009, 2013, 2017                   |

| Sedes                                   | N.º de finales | Años                         |
| Velódromo de Anoeta (San Sebastián)     | 5              | 1986, 1989, 1993, 1997, 2001 |
| Bilbao Exhibition Centre (Baracaldo)    | 3              | 2005, 2009, 2013, 2017       |
| Frontón de Anoeta (San Sebastián        | 3              | 1962, 1965, 1967             |
| Teatro Victoria Eugenia (San Sebastián) | 2              | 1936, 1960                   |
| Frontón Karmelo Balda                   | 2              | 1980, 1982                   |
| Teatro Poxpolín (San Sebastián)         | 1              | 1935                         |
| Navarra Arena (Pamplona)                | 1              | 2022                         |

## Campeonatos

### 1935 I Campeonato de bertsolaris
Tuvo lugar el 20 de enero de 1935 en el teatro Poxpolin de San Sebastián, lo organizó Euskaltzaleak y Eusko Gaztedi Elkartea. Se realizó en una sola jornada y participaron 20 versolaris provenientes de todo Euskal Herria. Ganó la chapela (boina con la que se distingue al ganador) Inazio Eizmendi "Basarri". Lo presentó Joseba Zubimendi.
Jurado
- José Ariztimuño "Aitzol"
- Joseba Zubimendi
- José Olaizola
- Toribio Altzaga
- Txomin Olano

Participantes
| * Akilino Izagirre "Zepai" - Esteban Uriarte "Utarre" - Aieteko Etxeberria - Euxebio Eizmendi "Txapel" - Fernando Alkain - Inazio Eizmendi "Basarri" - Jan Piarre Larralde "Panpale" - José Manuel Lujanbio "Txirrita" - José María Berra "Tellaetxipi" - Juan José Sarasola "Lexo" | - Juan Zabaleta - Matxin Irabola - Ordiziako Mintegi - Nikolas Sorozabal - Juan Mari Salegi "Kortatxo" - Patxi Erauskin "Errotaria" - Pello Zabaleta - Prudentzio Abarrategi "Besamotza" - Joxe Kruz Larrañaga "Nekezabal" |

Finalistas
1. Inazio Eizmendi "Basarri"
2. Matxin Irabola
3. Akilino Izagirre "Zepai"
4. Fernando Alkain

### 1936 II Campeonato de versolaris
Tuvo lugar el 19 de enero de 1936, la final fue en el teatro Victoria Eugenia de San Sebastián. En ella participaron 10 versolaris que habían pasado a la final de las tres clasificatorias que se habían realizado previamente en diferentes provincias entre el 29 de diciembre de 1935 y el 19 de enero de 1936. Lo organizó Euskaltzaleak y Eusko Gaztedi Elkartea y el número total de participantes fue de 30. El ganador fue Txirrita. Lo presentó el campeón de 1935 Inazio Eizmendi "Basarri" y Joseba Zubimendi.
Jurado
- Ixaka López Mendizabal
- Jesús Maria Leizaola
- José Ariztimuño "Aitzol"
- Joseba Zubimendi
- José Olaizola
- Justo Mokoroa
- Manuel Lekuona
- Toribio Altzaga
- Txomin Olano

Participantes:
| - José Mari Aristondo "Muñoa" - Patxi Arregi "Moxo" - Mixel Dargaitz - Antonio Maria Eizmendi "Loidisaletxe" - Euxebio Eizmendi "Txapel" - Patxi Elorza (Elorga) - Txato Etxaniz - José Inazio Etxeberria "Merdillegi" - Eusebio Ezeiza - José Garate "Bentatxuri" | - Juan Goikoetxea "Akotegi" - Joanes Harriet "Premundo" - Joanes Ibarra - Pedro Ibarra - Ximon Ibarra "Zubikoa" - Juan Félix Iriarte "Berjinanto" - Akilino Izagirre "Zepai" - Juan Bautista Kortajarena "Ondartza" - Joxe Kruz Larrañaga "Nekezabal" - Martzel Larrosa | - José Manuel Lujanbio "Txirrita" - Juan José Lujanbio "Saiburu" - José Mari Mutuberria - Ignacio Narbarte "Pantxo Zarra" - Manuel Olaizola "Uztapide" - Beltran Sahargun - Juan Mari Salegi "Kortatxo" - José M. Txapartegi - Juan José Ugartemendia "Sorondo" - Manuel Uranga "Azkonar" |

Finalistas
1. José Manuel Lujanbio "Txirrita"
2. Manuel Olaizola "Uztapide"
3. Akilino Izagirre "Zepai"
4. Mixel Dargaitz
5. Juan Félix Iriarte "Berjinanto"

### 1960 III Campeonato de versolaris
Fue organizado por Real Academia de la Lengua Vasca Euskaltzaindia, se celebró la final el 16 de diciembre de 1960 en el teatro Victoria Eugenia de San Sebastián. Fue el primero después del torneo de 1936, 24 años después. Tomaron parte en la misma 10 seleccionados de los 56 que participaron en los diferentes campeonatos territoriales. Ganó Inazio Eizmendi "Basarri".
Jurado:
- Aingeru Irigarai
- Antonio Arrue "Urrea"
- Antonio Pagola
- Antonio Zavala
- Fernando Artola "Bordari"
- Juan Mari Lekuona
- Koldo Mitxelena
- Martzel Andrinua
- Miguel Goitia
- Mixel Labéguerie
- Pedro Diez de Ultzurrun

Participantes:
Participaron 56 bersolaris de los que quedaron 9 finalistas.
Finalistas
1. Inazio Eizmendi "Basarri"
2. Manuel Olaizola "Uztapide"
3. Jon Azpillaga
4. Fernando Aire "Xalbador"
5. Mattin Treku "Mattin"
6. Andrés Narbarte "Xalto"
7. José Joakin Mitxelena
8. Jon Mugartegi
9. Juan Perurena

### 1962 IV Campeonato de versolaris
Se celebró en 30 de diciembre de 1962 en el teatro Astoria de San Sebastián, la semifinal fue el 13 de junio y lo organizó la Euskaltzaindia. Participaron un total de 84 versolaris de los que pasaron a la final 10. El campeón fue Manuel Olaizola "Uztapide".
Jurado
- Alfonso Irigoien
- Antonio Arrue "Urrea"
- Antonio Zavala
- Antton Valverde
- Emile Larre
- Fernando Artola "Bordari"
- Juan Mari Lekuona
- Juan San Martin
- Koldo Mitxelena
- Martzel Andrinua
- Pedro Diez de Ultzurrun

Tema:
- Alfonso Irigoien

Finalistas
1. Manuel Olaizola "Uztapide"
2. Inazio Eizmendi "Basarri"
3. Fernando Aire "Xalbador"
4. Joxe Migel Iztueta "Lazkao Txiki"
5. José Joakin Mitxelena
6. Migel Arozamena
7. Mattin Treku "Mattin"
8. Jon Azpillaga
9. Jon Lopategi
10. Migel Zabaleta

### 1965 V Campeonato de versolaris
El V campeonato de versolaris se realizó entre el 20 de diciembre de 1964 y el 1 de enero de 1965, siendo la final el 1 de enero de 1965 en el frontón Anoeta de San Sebastián.  Lo organizó la Real Academia de la Lengua Vasca, Euskaltzaindia, y participaron 113 versolaris de los que 10 pasaron a la final. Fue el campeón Manuel Olaizola "Uztapide". El 20 de diciembre de 1964 nueve versolaris disputaron una semifinal en Bilbao, en la que Lazkao Txiki se impuso a José Joakin Mitxelena.
Jurado
- Alfonso Irigoien
- Antonio Arrue "Urrea"
- Emile Larre
- Eusebio Eizmendi "Txapel"
- Fernando Artola "Bordari"
- Gabriel Aresti
- José Mari Satrustegi
- Juan San Martin
- Martzel Andrinua
- Mixel Itzaina
- Pedro Diez de Ultzurrun

Tema
- Alfonso Irigoien

Finalistas
1. Manuel Olaizola "Uztapide"
2. Joxe Migel Iztueta "Lazkao Txiki"
3. Fernando Aire "Xalbador"
4. José Joakin Mitxelena
5. Mattin Treku "Mattin"
6. Jon Lopategi
7. Jon Mugartegi
8. Migel Arozamena
9. Andrés Narbarte "Xalto"
10. Txomin Garmendia

### 1967 VI Campeonato de versolaris
Se realizó en 11 de junio de 1967 y lo organizó la Real Academia de la Lengua Vasca, Euskaltzaindia. Participaron 83 versolaris y pasaron 8 a la final junto al campeón y subcampeón de la edición anterior que se realizó en el frontón Anoeta de San Sebastián. Lo ganó Manuel Olaizola "Uztapide".
Pío Caro Baroja grabó la final para Televisión Española (TVE). Esta película documental se tituló Fiesta. Bersolaris. Poetas populares vascos.
En este campeonato se produjo uno de los episodios más populares y más desafortunados de la versolarismo. Uztapide, Xalbador, Lopategi y Lazkao Txiki se clasificaron para la sesión de la tarde y cuando los jueces dieron sus nombres a Uztapide y Xalbador, se enfadaron y protestaron porque Xalbador había sido clasificado por cinco minutos y medio.
Cuando acabó la pelea, Xalbador recitó el siguiente verso:
| Anai-arrebak, ez, otoi, pentsa neure gustora nagonik, poz gehiago izango nuen albotik beha egonik; zuek ezpazerate kontentu errua ez daukat, ez, nik: txistuak jo dituzue bainan maite zaituztet oraindik! | Hermanos, no, recen, piensen a mi gusto Yo sería mas feliz mirando desde un lado; no estas contento Yo no tengo la culpa, no: pero tú silbaste ¡Todavía te quiero! |

Jurado
- Akilino Izagirre "Zepai"
- Anbrosio Zararain
- Antonio Arrue "Urrea"
- Antonio Zabala
- Emile Larre
- Fernando Artola "Bordari"
- José Mari Satrustegi
- Juan Mari Lekuona
- Mariano Izeta
- Martzel Andrinua
- Mixel Itzaina
- Xabier Amuriza

Tema
- Alfonso Irigoien

Finalistas
1. Manuel Olaizola "Uztapide"
2. Fernando Aire "Xalbador"
3. Jon Lopategi
4. Joxe Migel Iztueta "Lazkao Txiki"
5. José Luis Gorrotxategi
6. Migel Arozamena
7. Txomin Garmendia
8. Mattin Treku "Mattin"
9. Jon Mugartegi
10. Bautista Madariaga

### 1980 VII Campeonato de versolaris
El Campeonato de versolaris de 1980 se realizó entre  el 12 de diciembre de 1979 y el 6 de enero de 1980. Fue organizado por la Real Academia de la Lengua Vasca, Euskaltzaindia y lo disputaron 16 versolaris que fueron elegidos por los organizadores del evento.
Las  semifinales se hicieron el 12 de diciembre de 1979 en Mondragón y el 30 de diciembre de 1979 en Guernica en sesiones de mañana y tarde.  La final fue el 6 de enero de 1980 en el frontón Balda de San Sebastián. Se hizo en dos eliminatorias y  Ganó Xabier Amuriza.
Jurado
- Joxe Mari Aranalde
- Antton Aranburu
- Fernando Artola "Bordari"
- Jesús Mari Etxezarreta "Izazpi"
- Alfonso Irigoien
- Mixel Itzaina
- Juan Mari Lekuona
- Abel Muniategi
- Juan San Martin
- Antonio Zavala

Participantes
| - Mixel Aire "Xalbador II" - Jesús Alberdi "Egileor" - Xabier Amuriza - José Mari Arregi Laka, "Altzu" - Jon Azpillaga - Jon Enbeita - Patxi Etxeberria - Txomin Ezponda - Txomin Garmendia - José Luis Gorrotxategi | - Patxi Iraola - Anjel Larrañaga - Koxme Lizaso - Gregorio Larrañaga "Mañukorta" - José Joakin Mitxelena - Jon Mugartegi - Juan Mari Narbaiza - Manuel Sein “Xanpun” - Santiago Zabala "Lexo" - Xabier Zeberio "Zeberio I" |

Finalistas
- Campeón: Xabier Amuriza
- Segundo: Jon Enbeita

- Anjel Larrañaga
- Jon Azpillaga
- Jon Enbeita
- Manuel Sein "Xanpun"
- José Luis Gorrotxategi
- Patxi Etxeberria
- Txomin Garmendia
- Xabier Amuriza

### 1982 VIII Campeonato de versolaris
El campeonato de versolaris de 1982 se realizó entre el 8 de mayo al 19 de diciembre de ese año. Lo organizó la Real Academia de la Lengua Vasca, Euskaltzaindia (fue el último que organizó este estamento). En él participaron 67 versolaris en 13 sesiones clasificatorias que incluyeron 10 cuartos de final, 2 semifinales. la final se hizo el 20 de diciembre de 1982  en el frontón Karmelo Balda de San Sebastián y la ganó Xabier Amuriza.
Los cuartos de final se hicieron en Hernani, Marquina, Tolosa, Hendaya, Aramayona, Amorebieta, Azcoitia, Oyarzun y Guernica. Las semifinales fueron Idiazábal y Durango, en sesiones de mañana y tarde.
Jurado
- José Antonio Arana Martija
- Joxe Mari Aranalde
- Antton Aranburu
- Jesús Mari Etxezarreta "Izazpi"
- Alfonso Irigoien
- Mixel Itzaina
- Emile Larre
- Abel Muniategi
- Antonio Zavala

Participantes
| - Bittor Agirre "Bitxi" - Joxe Agirre - Ernest Alkhat - Joxe Mari Altuna Etxabe - Xabier Amuriza - Iñaki Antiguedad - Juan Mari Areitio - Joxe Fermín Argiñarena - Joxe Migel Argiñarena - José Mari Arregi Laka, "Altzu" - Xabier Arrizabalaga "Ziarda" - Joanes Arrosagarai - Jon Aurre - Jon Azpillaga - Juan Inazio Begiristain - Joserra Bilbao - Abel Enbeita - Jon Enbeita - Moisés Enbeita - Joserra Etxebarria - Patxi Etxebarria - Txomin Ezponda | - Txomin Garmendia - José Antonio González "Urrusti" - José Luis Gorrotxategi - Jean Louis Harinordoki "Laka" - Patxi Iraola - Jexux Iribar "Olalde" - Joxe Izagirre "Attola" - Xanti Jaka - Jexux Mari Jauregi "Altzo Txiki" - Jesús Kortabarria "Kaxeta" - Iñaki Lasa - Anjel Larrañaga - Gregorio Larrañaga "Mañukorta" - Imanol Lazkano - Joxe Mari Lertxundi - Juan Manuel Lertxundi - Koxme Lizaso - Sebastián Lizaso - Juan Loiola - Jon Lopategi - José Makazaga "Ziolar" - Jean Pierre Mendiburu | - Mikel Mendizabal - Jon Mugartegi - Iñaki Murua - Juan Mari Narbaiza - Iñaki Odriozola - Luis Otamendi - Iñaki Otaño - José Mari Pastor - Anjel Mari Peñagarikano - Anjel San Migel - Isidro San Migel - Deunoro Sardui - Jesús Mari Sardui - Manuel Sein “Xanpun” - Koldo Tapia - Millan Telleria - Bittor Uraga - Kepa Urain - Manuel Urretabizkaia - Nikolas Zeberio "Zeberio II" - Xabier Zeberio "Zeberio I" - Xabier Zorrotza |

Finalistas
- Campeón: Xabier Amuriza
- Segundo:  Jon Lopategi

- Anjel Mari Peñagarikano
- Imanol Lazkano
- Jon Azpillaga
- Jon Enbeita
- Jon Lopategi
- Sebastián Lizaso
- Txomin Garmendia
- Xabier Amuriza

### 1986 IX Campeonato de versolaris
El campeonato de versolaris de 1986 se realizó entre el 27 de octubre de 1985 y el 23 de marzo de 1986. Lo organizó la Asociación de Bertsolaris de Euskal Herria y la final fue el 23 de marzo de 1986 en el velódromo de Anoeta de San Sebastián Participaron un total de 91 versolaris que disputaron   un total de 21 sesiones, cada una con eventos matutinos y vespertinos, incluyendo 14 cuartos de final, 6 semifinales en sesiones de mañana y tarde y la final.  El ganador fue Sebastián Lizaso.
- Cuartos de final (1985): Guernica y Luno, Azcoitia, Llodio, Beasáin, Ondárroa, Oñate, Munguía, Hernani, Éibar, Oyarzun, Villarreal de Urrechua, Marquina-Jemein, Zarauz y Guecho.

- Pre-finales (1986): Vitoria, Sare, Vergara, Durango, Tolosa y Bilbao. Hubo dos sesiones cada una, una a las 11:30 a. m. y otra a las 5:00 p. m..

Jurado
- Antton Mari Aldekoa-Otalora
- Joxe Ramón Arbe
- Joxe Mari Arrieta
- Trino Azkoitia
- Joxerra Garzia
- Patxi Goikolea
- Karlos Ibarzabal
- Rufino Iraola
- Andoni Iriondo
- Jesús Mari Mendizabal "Bizargorri"
- Fermín Mihura
- Eusebio Osa
- Iñaki Sarriugarte
- Nikolas Segurola

Participantes
| - Bittor Agirre "Bitxi" - Mixel Aire "Xalbador II" - Ireneo Ajuria - Justo Alberdi - Koldo Alberdi "Egileor II" - Ernest Alkhat - Xabier Amuriza - José Luis Anakabe - José Mari Aranbarri "Botx" - Juan Mari Areitio - Joxe Fermín Argiñarena - Xabier Arriaga "Txiplas" - Agustín Arrieta "Ibergun" - Antton Arriola - Josu Arriola "Traman" - Jon Arrizabalaga "Harri" - Xabier Arrizabalaga "Ziarda" - Joanes Arrosagarai - Jexus Arzallus - Jon Aurre - José Luis Basterretxea "Altzalei" - Juan Inazio Begiristain - Xabier Bidaburu "Txirri" | - José Mari Bilbao - Joserra Bilbao - Pedro Bizkarguenaga "Bizkar" - Andoni Egaña - Juan José Eizmendi "Loidisaletxe II" - Abel Enbeita - Jon Enbeita - Moisés Enbeita - Damian Erdaide "Okana" - Joxe Mari Etxaluze - Joserra Etxebarria - Patxi Etxebarria - Pedro Etxezarreta - Xabier Euzkitze - Txomin Ezponda - Txomin Garmendia - José Antonio Gesalaga "Zaldubi" - Florentino Goiburu - Rikardo González de Durana - Jose Antonio Gonzalez "Urrusti" - Jose Luis Gorrotxategi - Jean Louis Harinordoki "Laka" - Josetxo Iantzi | - Euxebio Igartzabal - Joxe Intxausti - Xanti Iparragirre - Jexux Iribar "Olalde" - Joxe Izagirre "Attola" - Moises Jaso - Jexux Mari Jauregi "Altzo Txiki" - Anjel Larrañaga - Gregorio Larrañaga "Mañukorta" - Eusebio Lasarte "Lasarte II" - Imanol Lazkano - Koxme Lizaso - Sebastian Lizaso - Jon Lopategi - Jesus Lopetegi - Serapio Lopez - Bautista Madariaga - Xalbador Madariaga - Jose Makazaga "Ziolar" - Kristina Mardaras - Anjel Martirikorena - Jokin Matxindiarena - Mikel Mendizabal | - Fermin Mihura - Jon Mugartegi - Jose Luis Mugarza "Elgetzu" - Iñaki Murua - Juan Mari Narbaiza - Manuel Olaizola "Uztapide II" - Luis Otamendi - Anjel Mari Peñagarikano - Juanjo Respaldiza - Jon Sarasua - Manuel Sein “Xanpun” - Millan Telleria - Bittor Uraga - Manuel Urretabizkaia - Kepa Urrutikoetxea - Xanti Zabala "Lexo" - Nikolas Zeberio "Zeberio II" - Xabier Zeberio "Zeberio I" - Andoni Zelaia - Josu Zelaia "Bidani" - Koldo Zelaia "Etxeberri" |

Finalistas
| Puesto  | Versolari               | Puntuación |
| ------- | ----------------------- | ---------- |
| Campeón | Sebastian Lizaso        | 1867,00    |
| 2       | Jon Lopategi            | 1850,50    |
| 3       | Xabier Amuriza          | 1846,00    |
| 4       | Jon Enbeita             | 1835,00    |
| 5       | Iñaki Murua             | 1812,50    |
| 6       | Andoni Egaña            | 1809,00    |
| 7       | Jon Sarasua             | 1804,50    |
| 8       | Anjel Mari Peñagarikano | 1790,50    |

### 1989 X Campeonato de versolaris
El campeonato de versolaris de 1989 se llevó a cabo entre el 1 de noviembre y el 17 de diciembre, fue organizado por Asociación de Bertsolaris de Euskal Herria (Euskal Herriko Bertsozale Elkartea) y en él participaron un total de 109 versolaris de los cuales 40 pasaron a la final. El torneo tuvo un total de 7 sesiones, cada una con eventos matutinos y vespertinos, incluidos 3 cuartos de final, 3 semifinales y una final. La final se realizó el 17 de diciembre de 1989 en el Velódromo Antonio Elortza en San Sebastián y fue ganada por Jon Lopategi.
Las sesiones de clasificación se realizaron en Hernani, Hendaya y Llodio, cada uno con una sesión por la mañana y otra por la tarde. Las semifinales en Lesaca, Azpeitia y Guernica también en sesión de mañana y tarde.
Jurado
- Abel Muniategi
- Antton Mari Aldekoa-Otalora
- Iñaki Sarriugarte
- Jesus Mari Etxezarreta "Izazpi"
- Joxerra Garzia
- Mixel Itzaina
- Rufino Iraola
- Trino Azkoitia

Participantes
| - Mixel Aire "Xalbador II" - Ireneo Ajuria - Ernest Alkhat - Juan Mari Areitio - Joxe Fermin Argiñarena - Manolo Arozena - Josu Arriola "Traman" - Jexux Arzallus - Jose Luis Basterretxea "Altzalei" - Andoni Egaña - Juan Jose Eizmendi "Loidisaletxe" - Jose Ramon Elortza | - Moises Enbeita - Xabier Euzkitze - Txomin Ezponda - Jose Luis Gorrotxategi - Euxebio Igartzabal - Jexux Iribar "Olalde" - Joxe Mari Izeta - Anjel Larrañaga - Gregorio Larrañaga "Mañukorta" - Imanol Lazkano - Joxe Mari Lertxundi - Sebastian Lizaso (1986ko txapelduna) | - Aritz Lopategi - Jean Pierre Mendiburu - Mikel Mendizabal - Jose Luis Mugarza "Elgetzu" - Joxe Mari Mujika "Anatx" - Iñaki Murua - Juan Mari Narbaiza - Luis Otamendi - Jokin Sorozabal - Jon Sarasua - Millan Telleria - Nikolas Zendoia |

Finalistas
| Puesto  | Versolari        | Puntuación |
| ------- | ---------------- | ---------- |
| Campeón | Jon Lopategi     | 1886,50    |
| 2       | Sebastian Lizaso | 1845,00    |
| 3       | Xabier Euzkitze  | 1851,00    |
| 4       | Andoni Egaña     | 1813,50    |
| 5       | Jon Enbeita      | 1798,00    |
| 6       | Mikel Mendizabal | 1779,00    |
| 7       | Imanol Lazkano   | 1716,00    |
| 8       | Iñaki Murua      | 1664,50    |

### 1993 XI Campeonato de versolaris
El campeonato de versolaris de 1993 se realizó entre el 31 de octubre al 19 de diciembre de ese año. Lo organizó la Asociación de Bertsolaris del País Vasco y en él participaron un total de  101 versolaris de los cuales 40 llegaron a la final. El torneo tuvo un total de 11 sesiones, incluyendo 5 cuartos de final, 4 semifinales (dos días) y una final. La final se celebró en el velódromo de Anoeta en San Sebastián el 19 de diciembre de 1993. En esta edición participaron Ganó Andoni Egaña.
Jurado
- Antton Kazabon
- Antton Mari Aldekoa-Otalora
- Felix Irazustabarrena
- Joseba Santxo
- Luis Baraiazarra
- Markel Arizmendi
- Mixel Itzaina

Temas
| - Aingeru Epaltza - Bernardo Mandaluniz - Ibon Iza - Iñaki Sarriugarte - Iñigo Olabarri - Jose Luis Basterretxea "Altzalei" - Joxepa Madariaga - Joxe Ramon Arbe - Juan Joxe Mitxelena - Karlos Ibarzabal | - Laxaro Azkune - Lontxo Aburuza - Manu Gomez - Manuel Olano - Mariasun Oteiza - Meltxor Legorburu - Mikel Taberna - Nikolas Zeberio - Pello Urretabizkaia - Xabino San Sebastian |

Participantes
| - Mixel Aire "Xalbador II" - Ireneo Ajuria - Estitxu Arozena - Manolo Arozena - Urko Atxotegi - Andoni Egaña - Juan Jose Eizmendi "Loidisaletxe" - Bittor Elizagoien - Igor Elortza - Jose Ramon Elortza - Jon Enbeita - Xabier Euzkitze - Kepa Intxausti | - Jexux Iribar "Olalde" - Unai Iturriaga - Gregorio Larrañaga "Mañukorta" - Joxe Mari Lertxundi - Sebastian Lizaso - Aritz Lopategi - Juan Mari Lopez - Jon Maia - Jean Pierre Mendiburu - Mikel Mendizabal - Joxe Munduate - Iñaki Murua - Juan Mikel Omagojeaskoa | - Anjel Mari Peñagarikano - Juanjo Respaldiza - Martin Rezabal "Olaso" - Joxe Angel Salegi "Lizarreta" - Aitor Sarasua - Jose Antonio Sasiain - Jokin Sorozabal - Amaia Telletxea - Millan Telleria - Jose Luis Urdangarin - Xabier Zeberio |

| - Aingeru Epaltza - Bernardo Mandaluniz - Ibon Iza - Iñaki Sarriugarte - Iñigo Olabarri - Jose Luis Basterretxea "Altzalei" - Joxepa Madariaga - Joxe Ramon Arbe - Juan Joxe Mitxelena - Karlos Ibarzabal | - Laxaro Azkune - Lontxo Aburuza - Manu Gomez - Manuel Olano - Mariasun Oteiza - Meltxor Legorburu - Mikel Taberna - Nikolas Zeberio - Pello Urretabizkaia - Xabino San Sebastian |

Finalistas
| Puesto  | Versolari               | Puntuación |
| ------- | ----------------------- | ---------- |
| Campeón | Andoni Egaña            | 1399,00    |
| 2       | Xabier Euzkitze         | 1330,00    |
| 3       | Sebastian Lizaso        | 1317,50    |
| 4       | Unai Iturriaga          | 1314,50    |
| 5       | Jokin Sorozabal         | 1301,00    |
| 6       | Jon Enbeita             | 1273,50    |
| 7       | Anjel Mari Peñagarikano | 1255,50    |
| 8       | Aritz Lopategi          | 1218,50    |

### 1997 XII Campeonato de versolaris
El campeonato de versolaris de 1997 se realizó entre el 11 de octubre y el 14 de diciembre de ese año. Fue organizado por la Asociación de Bertsolaris de Euskal Herria y  participaron 114 versolaris de los que 42 pasaron a la final.  El torneo tuvo un total de 11 sesiones, incluyendo 5 cuartos de final, 6 semifinales y una final. La final se realizó el 14 de diciembre de 1997 en el velódromo de Anoeta de San Sebastián en sesiones de mañana y tarde con los ocho seleccionados más el campeón del campeonato anterior  Andoni Egaña . La final que ganó Andoni Egaña.
Las clasificaciones se realizaron en Tolosa, Aramayona, Hendaya, Ondárroa y Pamplona y las semifinales  en Guecho, Zaráuz, Vera de Bidasoa, Igorre y Beasáin.
Jurado
- Antton Kazabon
- Arantzazu Loidi
- Antton Mari Aldekoa-Otalora
- Felix Irazustabarrena
- Joseba Santxo
- Luis Baraiazarra
- Patxi Larretxea

Temas
- Arkaitz Goikoetxea
- Inaxio Usarralde
- Ixak Etxeberria
- Joxepa Madariaga
- Mariasun Oteiza
- Meltxor Legorburu
- Xabino San Sebastian

Participantes
| - Unai Agirre - Estitxu Arozena - Joseba Artza - Jexux Arzallus - Andoni Egaña (1993ko txapelduna) - Jon Eizmendi - Juan Jose Eizmendi "Loidisaletxe" - Bittor Elizagoien - Igor Elortza - Oihane Enbeita - Oskar Estanga - Estitxu Fernandez - Beñat Gaztelurrutia - Bixente Gorostidi | - Iratxe Ibarra - Kepa Intxausti - Jesus Mari Irazu - Unai Iturriaga - Andoni Larrañaga - Gregorio Larrañaga "Mañukorta" - Xabier Legarreta "Arano" - Sebastian Lizaso - Aritz Lopategi - Maialen Lujanbio - Jon Maia - Aitor Mendiluze - Mikel Mendizabal - Joxe Munduate | - Iñaki Murua - Juan Mari Narbaiza - Asier Otamendi - Andoni Otamendi - Juanjo Respaldiza - Martin Rezabal "Olaso" - Joxe Angel Salegi "Lizarreta" - Aitor Sarriegi - Xabier Silveira - Jokin Sorozabal - Arkaitz Ugartetxea - Jose Luis Urdangarin - Iñaki Zelaia |

Finalistas
| Puesto  | Versolari        | Puntuación |
| ------- | ---------------- | ---------- |
| Campeón | Andoni Egaña     | 1340,00    |
| 2       | Sebastian Lizaso | 1272,50    |
| 3       | Unai Iturriaga   | 1256,00    |
| 4       | Jexux Mari Irazu | 1241,50    |
| 5       | Mikel Mendizabal | 1233,00    |
| 6       | Aritz Lopategi   | 1224,00    |
| 7       | Jon Maia         | 1186,50    |
| 8       | Maialen Lujanbio | 1183,50    |

### 2001 XIII Campeonato de versolaris
El campeonato de versolaris de 2001 se realizó entre el 21 de octubre y el 16 de diciembre de ese año organizado por la Asociación de Bertsolaris. En él participaron  173 versolaris de los cuales 36 versolaris y el torneo tuvo un total de 12 sesiones, incluyendo 5 cuartos de final, 6 semifinales y una final. La final se celebró, en dos sesiones, en el  Velódromo Antonio Elortza en San Sebastián y la ganó Andoni Egaña en una pugna muy reñida con Maialen Lujanbio.
Las clasificaciones se realizaron en San Juan Pie de Puerto, Legazpia, Amurrio, Lesaca y Elorrio y las semifinales en Echarri-Aranaz, Marquina-Jeméin, Azpeitia, Hendaya, Bilbao y Tolosa.
Jurado
- Eneko Bidegain
- Felix Irazustabarrena
- Jon Abril
- Joseba Santxo
- Mikel Aizpurua
- Mirari Azula
- Patxi Larretxea

Temas
- Asier Ibaibarriaga
- Bernardo Mandaluniz
- Igor Aldanondo
- Ixak Etxeberria
- Josu Goikoetxea
- Laxaro Azkune
- Manuel Olano
- Mikel Taberna
- Saroi Jauregi

Participantes
| - Ainhoa Agirreazaldegi - Aitor Mendiluze - Aitor Sarriegi - Andoni Egaña (1997ko txapelduna) - Amets Arzallus - Amaia Agirre - Aritz Lopategi - Aritz Zerain - Arkaitz Estiballes - Arkaitz Goikoetxea - Arkaitz Ugartetxea - Arkaitz Zelaia | - Asier Otamendi - Bittor Elizagoien - Bixente Gorostidi - Ekaitz Goikoetxea - Estitxu Arozena - Fredi Paia - Igor Elortza - Igor Muniategi - Iñaki Murua - Iñigo Olaetxea - Jesus Mari Irazu - Jokin Sorozabal | - Jon Maia - Joxe Munduate - Juanjo Respaldiza - Maialen Lujanbio - Mikel Mendizabal - Nerea Elustondo - Oihane Enbeita - Ruben Sanchez - Sustrai Colina - Unai Agirre - Unai Iturriaga - Xabier Silveira |

Finalistas
| Puesto  | Versolari        | Puntuación |
| ------- | ---------------- | ---------- |
| Campeón | Andoni Egaña     | 1922,00    |
| 2       | Maialen Lujanbio | 1906,50    |
| 3       | Aitor Mendiluze  | 1274,50    |
| 4       | Jon Maia         | 1257,50    |
| 5       | Sustrai Colina   | 1256,50    |
| 6       | Unai Iturriaga   | 1252,00    |
| 7       | Igor Elortza     | 1235,50    |
| 8       | Jexux Mari Irazu | 1222,00    |

### 2005 XIV Campeonato de versolaris
El campeonato de versolaris de 2005 se realizó entre el 9 de octubre al 18 de diciembre organizado por Asociación de Bertsolaris. Participaron en la final 38 versolaris con el lema "Pasar la Palabra". El torneo tuvo un total de 12 sesiones, incluyendo 5 cuartos de final, 6 semifinales y una final.  La final se celebró en el Bilbao Exhibition Center de Baracaldo delante de más de 13.000 espectadores. Lo ganó Andoni Egaña.
Las clasificaciones de cuartos de final se realizaron en Lecumberri, Idiazábal, Amorebieta, Ustaritz y Mondragón. Las semifinales se hicieron en dos sesiones que se realizaron, la primera, en Hendaya, Marquina-Jeméin y  Vitoria y, la segunda, en Zumárraga y Villarreal de Urrechua, Vera de Bidasoa y San Sebastián.
Jurado
- Eneko Bidegain
- Felix Irazustabarrena
- Jon Abril
- Joseba Santxo
- Josu Telleria
- Mikel Aizpurua
- Mirari Azula
- Saioa Mitxelena
- Zigor Leunda

Temas
- Alaitz Rekondo
- Asier Ibaibarriaga
- Inazio Usarralde
- Josu Goikoetxea
- Naroa Sasieta
- Saroi Jauregi
- Unai Elizasu
- Zuriñe Iarritu

Participantes
| - Aitor Mendiluze - Aitor Sarriegi - Andoni Egaña (2001eko txapelduna) - Amaia Agirre - Amets Arzallus - [Arkaitz Estiballes]] - [Arkaitz Goikoetxea]] - Asier Otamendi - Bixente Gorostidi - Ekaitz Goikoetxea - Estitxu Arozena - Estitxu Eizagirre - Etxahun Lekue | - Fredi Paia - Igor Elortza - Igor Muniategi - Iker Zubeldia - Iratxe Ibarra - Iñaki Gurrutxaga - Iñaki Zelaia - Iñigo Izagirre - Iñigo Manzisidor "Mantxi" - Jesus Mari Irazu - Jokin Uranga - Jon Maia - Jon Martin | - Joxe Juan Zubieta "Etxabe" - Julen Zelaieta - Maialen Lujanbio - Miren Artetxe - Nahikari Gabilondo - Oihane Enbeita - Oihane Perea - Onintza Enbeita - Sustrai Colina - Unai Iturriaga - Xabier Paya - Xabier Silveira |

Finalistas
| Puesto  | Versolari        | Puntos  |
| ------- | ---------------- | ------- |
| Campeón | Andoni Egaña     | 1796.5  |
| 2.      | Unai Iturriaga   | 1746    |
| 3.      | Amets Arzallus   | 1206.5  |
| 4.      | Maialen Lujanbio | 1206.5  |
| 5.      | Igor Elortza     | 1174    |
| 6.      | Sustrai Colina   | 1171.5  |
| 7.      | Aitor Mendiluze  | 1156.01 |
| 8.      | Jon Maia         | 1156    |

### 2009 V Campeonato de versolaris
El campeonato de versolaris de 2009 se realizó entre el 3 de octubre al 13 de diciembre de ese año, en él participaron  44 versolaris y se realizaron un total de 14 sesiones, incluidas 6 cuartos de final, 7 semifinales y una final.  La final se celebró, en sesiones de mañana y tarde,  el 13 de diciembre de 2009 en el Bilbao Exhibition Centre de Baracaldo y la ganó Maialen Lujanbio que recibió la "Txapela" de manos del versolari de 80 años Joxe Agirre.
Los cuartos de final se realizaron en Cestona, Leiza, Bilbao, Ustaritze, Zarauz y Llodio y las semifinales, la primera tanda en  Vergara, Vitoria, Tolosa y Hendaya y la segunda tanda en Guernica, Pamplona y San Sebastián.
Jurado
- Jon Abril
- Aitzol Astigarraga
- Mirari Azula
- Eneko Bidegain
- Ekaitz Elorriaga
- Asier Ibaibarraga
- Zigor Leunda
- Joseba Santxo
- Josu Telleria
- Bakarne Urreaga

Temas
- Lierni Altuna
- Fernando Anbustegi
- Maite Berriozabal
- Unai Elizasu
- Zuriñe Iarritu
- Joana Itzaina
- Saroi Jauregi
- Bernardo Mandaluniz
- Alaitz Rekondo
- Inazio Usarralde

Participantes
| - Amaia Agirre - Unai Agirre - Ainhoa Agirreazaldegi - Ibon Ajuria - Uxue Alberdi - Miren Amuriza - Miren Artetxe - Amets Arzallus - Maddalen Arzallus - Odei Barroso - Oihana Bartra - Sustrai Colina - Andoni Egaña (2005eko txapelduna) - Igor Elortza - Onintza Enbeita | - Arkaitz Estiballes - Beñat Gaztelumendi - Iñaki Gurrutxaga - Iratxe Ibarra - Jexux Mari Irazu - Unai Iturriaga - Iñigo Izagirre - Erika Lagoma - Etxahun Lekue - Maialen Lujanbio - Jon Maia - Iñigo Manzisidor "Mantxi" - Jon Martin - Aitor Mendiluze - Joxe Munduate | - Unai Muñoa - Arkaitz Oiartzabal "Xamoa" - Iñigo Olaetxea - Asier Otamendi - Fredi Paia - Xabi Paia - Oihane Perea - Aitor Sarriegi - Xabier Silveira - Julio Soto - Xabier Sukia - Jone Uria - Iñaki Zelaia - Iker Zubeldia |

Finalistas
| Puesto   | Versolari        | Puntos   |
| -------- | ---------------- | -------- |
| Campeona | Maialen Lujanbio | 1.630,75 |
| 2.       | Amets Arzallus   | 1.582    |
| 3.       | Jon Maia         | 1.060    |
| 4.       | Andoni Egaña     | 1.058    |
| 5.       | Unai Iturriaga   | 1.046,25 |
| 6.       | Sustrai Colina   | 1.037    |
| 7.       | Aitor Mendiluze  | 1.009,25 |
| 8.       | Aitor Sarriegi   | 983,75   |

### 2013 XVI Campeonato de versolaris
El campeonato de versolaris de 2013 se realizó entre el 29 de septiembre y el 13 de diciembre de ese año. Participaron 44 versolaris de los cuales 2 procedían de Álava, 11 de Vizcaya, 21 de Guipúzcoa, 4 de Navarra y 5 de Labor, Baja Navarra y Zuberoa. El torneo tuvo un total de 14 sesiones, incluidas 6 cuartos de final, 7 semifinales y una final. La final se celebró el 15 de diciembre en el Bilbao Exhibition Centre de Baracaldo y fue ganada por  Amets Arzallus que recibió la "Txapela" de campeón de manos del versolari de 77 años de edad Juanito Dorronsoro.
Los participantes tenían entre 18 y 41 años, siendo el más joven Maddi Sarasua y el mayor Jon Maia y Jexux Mari Irazu. Andoni Egaña se retiró del certamen e  Iñigo Izagirre se negó a participar en el torneo y fue sustituido por Iñaki Zelaia. En el último minuto, en vísperas de la eliminatoria de Markina, Arkaitz Estiballes, campeón de Bizkaia, se negó a participar en el torneo y fue sustituido por Eneko Abasolo.
Los cuartos de final se realizaron en las localidades de Villabona, Marquina-Jeméin, Hendaya, Alsasua, Legazpia y Oyón. Las semifinales en Guernica, Tolosa, Oyarzun, Murguía, Emaitza, Elizondo, San Sebastián y Maule. 
Jurado
- Aitor Jimenez Tolosana
- Ekaitz Elorriaga Anduaga
- Eneko Bidegain Aire
- Eneritz Azkue Basurko
- Gorka Intxaurbe Etxebarri
- Iñaki Aurrekoetxea Arkotxa
- Jon Abril Olaetxea
- Josu Telleria Uriarte
- Jurgi Fuentes Goikoetxea
- Karlos Ibarguren Olalde
- Martin Aramendi Arana
- Mikel Beaumont Arizaleta
- Mikel Fernandez de Arroiabe Idigoras
- Mikel Lersundi Ayestaran
- Mirari Azula Aurrekoetxea
- Nerea Bruño Artazkoz

Temas
- Alaitz Rekondo Ferrero
- Amaiur Lujanbio Agirre
- Bernar Mandaluniz Plaza
- Fernando Anbustegi Goñi
- Idoia Beitia Izurrategi
- Iker Iriarte Iribar
- Inaxio Usarralde Aranzadi
- Ion Zaldua Brit
- Joana Itzaina Malharin
- Leire Aurrekoetxea Arkotxa
- Maite Berriozabal Berrizbeitia
- Saroi Jauregi Aiestaran
- Unai Elizasu Lertxundi
- Zuriñe Iarruti Azpitarte

Participantes
| - Agin Laburu Rezola - Ainhoa Agirrezaldegi Rekondo - Aitor Mendiluze Gonzalez - Aitor Sarriegi Galparsoro - Alaia Martin Etxebeste - Amaia Agirre Arrastoa - Amets Arzallus Antia - Beñat Gaztelumendi Arandia - Beñat Lizaso Alberdi - Beñat Ugartetxea Ostolaza - Eneko Abasolo Txabarri - Eneko Fernandez Maritxalar - Eneritz Zabaleta Apaolaza - Erika Lagoma Pombar - Etxahun Lekue Etxebarria | - Felix Zubia Olaskoaga - Fredi Paia Ruiz - Iban Urdangarin Lardizabal - Igor Elortza Aranoa - Iker Zubeldia Katarain - Iñaki Apalategi Astigarraga - Iñaki Zelaia Irazusta - Iñigo Mantzizidor Larrañaga - Iratxe Ibarra Foruria - Jexux Mari Irazu Muñoa - Jokin Uranga Isuskitza - Jon Maia Soria - Jon Martin Etxebeste - Jone Uria Albizuri | - Julio Soto Ezkurdia - Maddi Sarasua Laskarai - Maialen Lujanbio Zugasti - Manex Agirre Arriolabengoa - Miren Amuriza Plaza - Nerea Elustondo Plazaola - Odei Barroso Gomila - Oihana Bartra Arenas - Oihane Perea Perez de Mendiola - Onintza Enbeita Maguregi - Sustrai Colina Akordarrementeria - Unai Agirre Goia - Unai Iturriaga Zugaza-Artaza - Xabier Silveira Etxeberria |

Finalistas
| Puesto   | Versolari          | Puntos  |
| -------- | ------------------ | ------- |
| Campeona | Amets Arzallus     | 1737.50 |
| 2        | Maialen Lujanbio   | 1686.50 |
| 3        | Igor Elortza       | 1164.00 |
| 4        | Aitor Mendiluze    | 1155.00 |
| 5        | Aitor Sarriegi     | 1106.00 |
| 6        | Unai Iturriaga     | 1099.00 |
| 7        | Beñat Gaztelumendi | 1099.00 |
| 8        | Sustrai Colina     | 1082.50 |

### 2017 XVII Campeonato de versolaris
El campeonato de versolairs de 2017 se realizó entre el 23 de septiembre al 17 de diciembre de ese año. Participaron 43 versolaris del País Vasco. El torneo tuvo un total de 14 sesiones, incluidas 6 cuartos de final, 7 semifinales y una final. La final se celebró el 17 de diciembre en el BEC de Barakaldo, ante 14.600 espectadores, en tanda de mañana y de tarde, resultó campeona  Maialen Lujanbio.
La sesiones de cuartos de final se realizaron  en Baigorri, Segura, Leiza, Zalla, Zumaya, Tolosa y Emaitza. Las semifinales en Bastida, Irún, Maule, Durango, Emaitza, Amurrio, Donibane Lohizune y Pamplona.
Jurado
- Ainhoa Aizpurua Insausti
- Aitor Jimenez Tolosana
- Asier Ibaibarriaga Apoita
- Ekaitz Elorriaga Anduaga
- Eneko Bidegain Aire
- Eneritz Azkue Basurko
- Iñaki Aurrekoetxea Arkotxa
- Joakin Arregi Goenaga
- Jon Abril Olaetxea
- Joseba Santxo Uriarte
- Jurgi Fuentes Goikoetxea
- Karlos Ibarguren Olalde
- Maite Sukia Olano
- Martin Aramendi Arana
- Mikel Beaumont Arizaleta
- Mikel Fernandez de Arroiabe Idigoras
- Mikel Lersundi Ayestaran
- Mirari Azula Aurrekoetxea
- Nerea Bruño Artazkoz
- Zigor Leunda Eizmendi

Temas
- Aintzane Irazusta Arzallus
- Alaitz Rekondo Ferrero
- Amaia Castorene Luro
- Amaia Ugalde Begoña
- Amaiur Lujanbio Agirre
- Elisa Almandoz Irigoien
- Fernando Anbustegi Goñi
- Idoia Anzorandia Kareaga
- Iker Iriarte Iribar
- Inaxio Usarralde Aranzadi
- Ion Zaldua Brit
- Joana Itzaina Malharin
- Maider Ansa Zugarramurdi
- Maite Berriozabal Berrizbeitia
- Marta Ugarte Abasolo
- Oier Suarez Hernando
- Pantxika Solorzano Azarete
- Saroi Jauregi Aiestaran

Participantes
| - Agin Laburu Rezola - Aimar Karrika Iribarren - Aitor Mendiluze Gonzalez - Aitor Sarriegi Galparsoro - Alaia Martin Etxebeste - Amets Arzallus Antia - Ander Lizarralde Jimeno - Ander Fuentes Mujika "Itturri" - Arkaitz Oiartzabal Agirre "Xamoa" - Asier Otamendi Alkorta - Beñat Gaztelumendi Arandia - Beñat Iguaran Amondarain - Beñat Lizaso Alberdi - Beñat Ugartetxea Ostolaza - Eneko Abasolo Txabarri | - Eneko Lazkoz Martinez - Etxahun Lekue Etxebarria - Felix Zubia Olaskoaga - Ibon Ajuriagogeaskoa Garmendia - Igor Elortza Aranoa - Iñaki Apalategi Astigarraga - Jon Maia Soria - Jon Martin Etxebeste - Jone Uria Albizuri - Julio Soto Ezkurdia - Maddalen Arzallus Antia - Maialen Lujanbio Zugasti - Mikel Artola Izagirre - Miren Amuriza Plaza | - Miren Artetxe Sarasola - Nahikari Gabilondo Mendizabal - Nerea Elustondo Plazaola - Nerea Ibarzabal Salegi - Odei Barroso Gomila - Oihana Bartra Arenas - Oihana Iguaran Barandiaran - Oihane Perea Perez de Mendiola - Onintza Enbeita Maguregi - Sustrai Colina Akordarrementeria - Unai Agirre Goia - Unai Gaztelumendi Arandia - Xabat Galletebeitia Abaroa - Xabier Maia Etxeberria |

Finalistas
| Puesto   | Versolari          | Puntuación |
| -------- | ------------------ | ---------- |
| Campeona | Maialen Lujanbio   | 1756.00    |
| 2        | Aitor Mendiluze    | 1680.50    |
| 3        | Sustrai Colina     | 1137.50    |
| 4        | Amets Arzallus     | 1136.00    |
| 5        | Igor Elortza       | 1124.00    |
| 6        | Aitor Sarriegi     | 1107.50    |
| 7        | Beñat Gaztelumendi | 1076.50    |
| 8        | Unai Agirre        | 1072.50    |

### 2022 XVIII Campeonato de versolaris
El Campeonato Absoluto de versolairs de 2022 se realizó entre el 24 de septiembre al 18 de diciembre de ese año y fue organizado por Bertsozale Elkartea (asociación de aficionados al bertsolarismo).  La final se celebró en el Navarra Arena de  Pamplona delante de 13.000 espectadores y fue la primera final que se realizó en Navarra y la primera de las  actuaciones se hizo en Guecho el 24 de septiembre. Participaron 42 versolaris, 14 personas  actuaron como conductores de temas y 21 como jueces. Ganó el campeonato Maialen Lujanbio que volvió a  recibir la txapela de campeona de manos de  Iñaki Murua Jauregi.
Versolaris participantes
| - Agin Laburu Rezola - Aitor Bizkarra Ruiz - Aitor Etxebarriazarraga Gabiola - Aitor Mendiluze Gonzalez - Alaia Martin Etxebeste - Amaia Iturriotz Etxaniz - Amets Arzallus Antia - Ane Labaka Mayoz - Asier Azpiroz Iztueta - Beñat Gaztelumendi Arandia - Beñat Iguaran Amondarain - Eneko Lazkoz Martinez - Eñaut Martikorena Lizaso - Gorka Pagonabarraga Agorria - Haritz Mujika Lasa | - Iban Urdangarin Lardizabal - Imanol Uria Albizuri - Iñaki Apalategi Astigarraga - Iñigo Mantzizidor Larrañaga 'Mantxi' - Joanes Illarregi Marzol - Jone Uria Albizuri - Julio Soto Ezkurdia - Maddalen Arzallus Antia - Maialen Akizu Bidegain - Maialen Lujanbio Zugasti - Manex Agirre Arriolabengoa - Miren Amuriza Plaza - Miren Artetxe Sarasola - Nerea Elustondo Plazaola | - Nerea Ibarzabal Salegi - Oihana Bartra Arenas - Oihana Iguaran Barandiaran - Onintza Enbeita Maguregi - Patxi Iriart Hiribarren - Peru Abarrategi Sarrionandia - Saioa Alkaiza Guallar - Sustrai Colina Acordarrementeria - Unai Agirre Goia - Unai Gaztelumendi Arandia - Unai Mendizabal Jauregi - Xabat Galletebeitia Abaroa - Xabier Silveira Etxeberria - Xabat Illarregi Marzol |

Selección de temas
- Ainhoa Larretxea Agirre
- Alaitz Rekondo Ferrero
- Amaia Castorene Luro
- Amaiur Lujanbio Agirre
- Ander Aranburu Arriola
- Ane Ezenarro Beristain
- Aritz Bidegain Aire
- Beñat Vidal Gurrutxaga
- Idoia Anzorandia Kareaga
- Imanol Artola Arretxe 'Felix'
- Ion Zaldua Brit
- Leire Garratxena Larrabe
- Maialen Belarra Eneterreaga
- Zihara Enbeita Gardoki

Jurado
El jurado debe evaluar  varios factores, como son el tema, el idioma, la medida, la rima y los pies, la melodía, el texto, los recursos paratextuales y el tiempo empleado.
| - Ainhoa Arregi Elosua - Ainhoa Sarasua Lascaray - Aitor Jimenez Tolosana - Amaia Otxotorena Gamio - Bakarne Urreaga Etxeberria - Egoitz Iradier Martinez de Albeniz - Ekaitz Elorriaga Anduaga - Eneko Bidegain Aire - Eneritz Azkue Basurko - Iñaki Aurrekoetxea Arkotxa - Joseba Beltza Bengoetxea | - Joseba Santxo Uriarte - Jurgi Fuentes Goikoetxea - Karlos Ibarguren Olalde - Leire Beloki Lizarralde - Maialen Berra Zubieta - Mirari Azula Aurrekoetxea - Miriam Juaristi Urizar - Nerea Bruño Artazkoz - Saioa Mitxelena Irazoki - Zigor Leunda Eizmendi |

Finalistas
| Puesto   | Versolari                        | Puntuación |
| -------- | -------------------------------- | ---------- |
| Campeona | Maialen Lujanbio Zugasti         | 2.240      |
| 2        | Amets Arzallus Antia             | 2.166      |
| 3        | Aitor Mendiluze González         | 1.507      |
| 4        | Sustrai Colina Acordarrementeria | 1.495      |
| 5        | Alaia Martin Etxebeste           | 1.493,5    |
| 6        | Beñat Gaztelumendi Arandia       | 1.443,5    |
| 7        | Nerea Ibarzabal Salegi           | 1.435,5    |
| 8        | Joanes Illarregi Marzol          | 1.421,5    |

- Bertsozale elkartearen gunean ikusi.